# Erling Blöndal Bengtsson
Erling Blöndal Bengtsson (Copenhague, 8 de marzo de 1932-Arbor (Michigan), 6 de junio de 2013) fue un violonchelista danés.
Bengtsson dio su primer concierto en su ciudad en 1936, cuando contaba con cuatro años. Fue admitido en la edad de 16 años en el Curtis Institute of Music en Philadelphia donde estudió con Gregor Piatigorsky, quien lo contrató como asistente de sus clases en 1949. De 1950 a 1953, Bengtsson enseñó su propia clase de violonchelo en el Instituto, antes de ser nombrado miembro de la Real Academia Danesa de Música en Copenhague. En 1980, se convirtió en profesor en la Hochschule für Musik Köln. Regresó a Estados Unidos en 1990 y dio clases en la University of Michigan School of Music, Theatre & Dance hasta su retiro de la academia en 2006.
Bengtsson fue miembro de la Real Academia Sueca de Música y impartió conferencias con el título "Chevalier du Violoncelle" de Indiana University en 1993. En noviembre de 2006, DANACORD grabó The Cello and I, que presentó un retrato completo de la carrera de Bengtsson en el septuagésimo aniversario de su debut. Murió en Ann Arbor, Michigan, a los 81 años.

Bengtsson fue el protagonista de la escultura en 1970 de escultor islandés Ólöf Pálsdóttir, tocando el violonchelo. En 2014 esta fue traslada al agua, cerca de la casa de Iceland Symphony Orchestra en el Harpa de Reykjavík.